# Portishead, Somerset
Portishead är en ort och civil parish i Storbritannien.   Den ligger i kommunen North Somerset och riksdelen England, i den södra delen av landet, 180 km väster om huvudstaden London. Portishead ligger 13 meter över havet och antalet invånare är 17 512.
Terrängen runt Portishead är platt. Havet är nära Portishead åt nordväst.Runt Portishead är det tätbefolkat, med 493 invånare per kvadratkilometer. Närmaste större samhälle är Bristol, 12,3 km öster om Portishead. Trakten runt Portishead består i huvudsak av gräsmarker.